# TheFork
TheFork (anciennement LaFourchette) est une plate-forme française de réservation de restaurants en ligne, accessible par un site web et par une application mobile disponible sur Android et iOS. Elle est présente dans plus de vingt pays en Europe.

## Historique
LaFourchette a été créée en 2007 par Bertrand Jelensperger, Patrick Dalsace et Denis Fayolle, avec une activité en France et en Espagne. En 2011, c'est la première plate-forme de réservation de restaurants en France.
En 2014, LaFourchette est rachetée par l'américain TripAdvisor pour une somme estimée à 150 millions de dollars,.
En novembre 2018, LaFourchette est présente dans onze pays, après notamment des acquisitions réalisées en Italie, aux Pays-Bas, au Portugal et en Australie. L'acquisition de Restorando en février 2019 lui permet de s'implanter dans huit pays d'Amérique latine (l'activité est cependant interrompue à cause de l'épidémie de Covid-19), puis le partenariat stratégique noué avec le Guide Michelin lui ouvre cinq pays supplémentaires, dont le Royaume-Uni et l'Allemagne,.
En 2020, l'entreprise choisit d'harmoniser l'appellation utilisée dans les différents pays où elle est présente (LaFourchette en France, El Tenedor en Espagne, Bookatable au Royaume-Uni) sous le nom TheFork. La société conserve néanmoins sa forme juridique.
En 2022, la société élargit sa gamme produit en proposant un système de paiement intégré à l'application et un système de paiement à table basé sur les QR codes, appelé "TheFork Pay".

## Modèle économique
L'entreprise se rémunère en prélevant une commission de 2,10 euros HT par couvert à chaque réservation et en facturant un abonnement à certains restaurateurs partenaires. En 2018 la société reste déficitaire.
TheFork a mis en place un système de payement direct via TheForkPay. Cela économise au restaurateur les frais de carte bancaire. Mais au bout de 10 payements TheForkPay, la commission de 16% HT est calculée non plus sur un montant estimé du ticket moyen mais sur une moyenne mensuelle des encaissements effectifs.
|                          | 2015     | 2016     | 2017     | 2018    | 2019    | 2020 |
| ------------------------ | -------- | -------- | -------- | ------- | ------- | ---- |
| Chiffre d'affaires en k€ | 16 274   | 21 285   | 27 247   | 34 334  | 41 908  |      |
| Résultat en k€           | - 10 090 | - 10 734 | - 10 747 | - 9 435 | -17 440 |      |
| Effectif moyen annuel    | 110      | 156      | 176      | 209     | 239     |      |